# Juan Cingolani

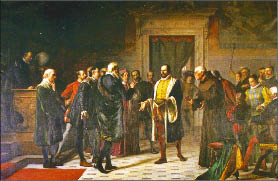
Torquato Tasso presenta la “Gerusalemme Liberataʼ allʼAccademia dei Catenati in Macerata, de Cingolani.

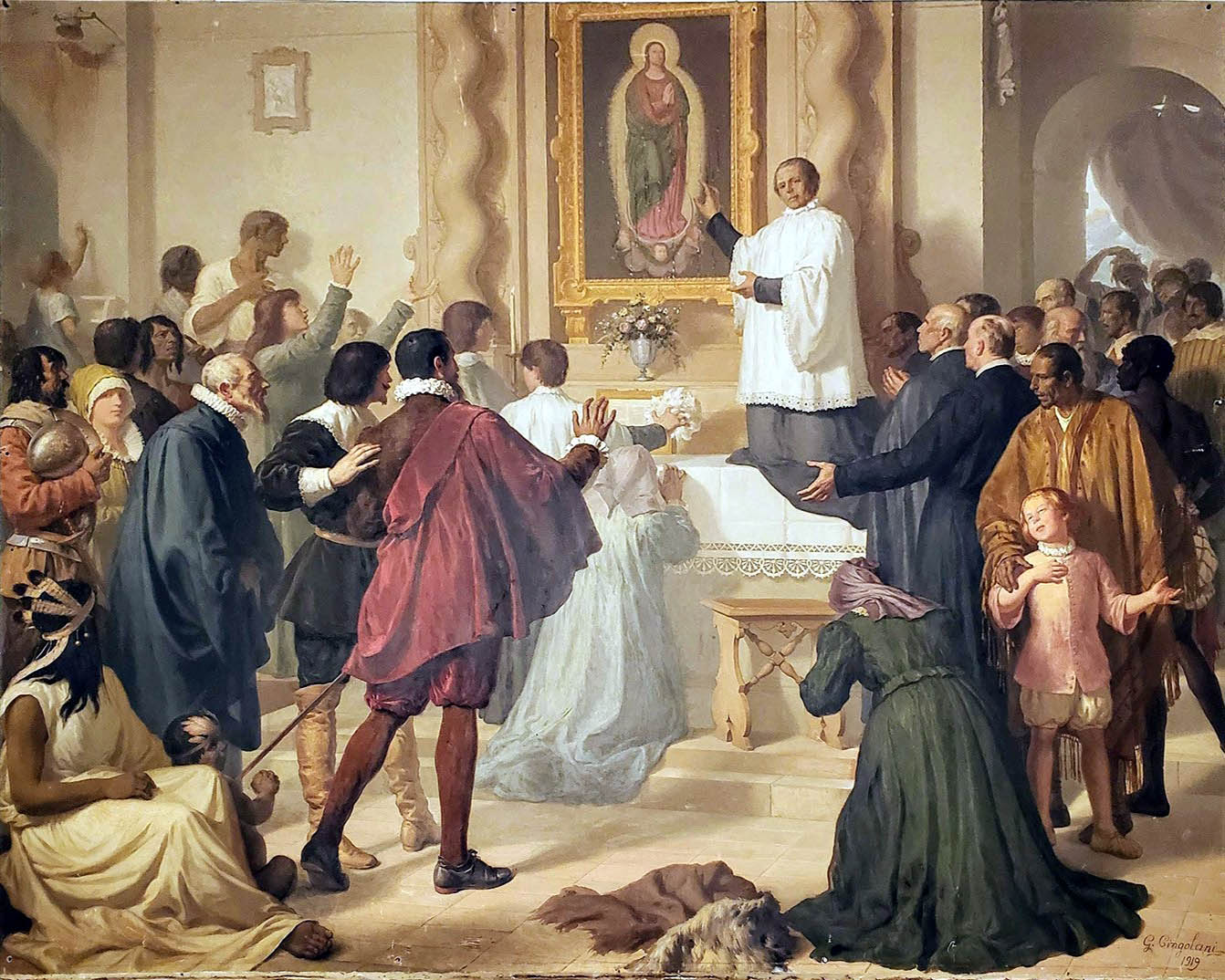
La escena del Sudor Milagroso (1919), de Cingolani.

Giovanni Cingolani (Sant'Egidio, Italia, 22 de enero de 1859-Santa Fe, Argentina, 23 de abril de 1932), conocido en Argentina como Juan Cingolani, fue un pintor y restaurador de arte italiano, que trabajaba principalmente con temas cristianos. Es reconocido por su trabajo en el Vaticano y, luego de emigrar hacia Santa Fe, por sus trabajos en las iglesias locales. 

## Biografía

### Inicios
Cingolani nació en el seno de una familia campesina de Sant'Egidio, una comune de Macerata cercana a la localidad de Montecassiano. Luego de concluir en tres meses sus estudios primarios en Montecassiano, conoció al artista Amadio Iachini, quien incentivó su talento artístico, y a los 15 años consiguió una beca del Consejo Provincial de Macerata para seguir sus cursos en la Academia de Bellas Artes de Perugia, donde se recibe de profesor a los 20 años. En 1880 viaja a Roma donde hace diferentes cursos, hasta que se encontró con el Monseñor Nazareno Marzolini, quien lo orienta hacia la pintura religiosa y lo presenta al director de los Palacios Pontificios, siendo empleado como restaurador.

### En el Vaticano
Sus trabajos más importantes fueron las refacciones de las pinturas de Rafael en la Capilla Sixtina y de sus cuadros en los apartamentos Borgia. En ese entonces consigue un estudio gratuito en el Palacio de Letrán, mientras recibía pedidos por sus pinturas tanto en Roma como de otros lugares de Italia y del exterior. Además, se ocupa de retratar a los papas León XIII y Pio X, a los cardenales Schiaffino, Moceni, Flaward y Sempratovich y a diversos miembros de la nobleza. Entre sus obras maestras hay un gran lienzo todavía presente en Macerata, que representa a Torquato Tasso presentando su poema Jerusalén liberada, considerada su obra maestra: “Torquato Tasso presenta la “Gerusalemme liberata’ all’Accademia dei Catenati in Macerata”. Pintó para la iglesia de San Biagio, en Pollenza. Durante treinta años realizó obras en Roma, Carpineto y Pollenza, y varias de sus pinturas se encuentran actualmente en Italia, Francia y Turquía. En 1903, fue nombrado miembro de la Academia de Bellas Artes de Perugia.

### En Santa Fe
En 1909, a sus 50 años, Cingolani emigra a la ciudad de Santa Fe, Argentina, donde vivía su hermano Enrico Cingolani, un próspero empresario del rubro del comercio de vinos. Por un tiempo se aloja junto a la familia de Enrico en la Casa Cingolani de barrio Candioti Sur, una de las pocas que aún conservan las marcas al estilo art nouveau italiano en la ciudad, siendo ornamentada con racimos y figuras alusivas. Entre sus trabajos locales, se encuentra el hecho, junto al decorador Francisco Marinaro, en el techo de una nave con frescos para la Basílica Nuestra Señora del Carmen, el lienzo que representa a la Virgen de los Milagros para el Santuario de Nuestra Señora de los Milagros, y otros trabajos desarrollados para la Basílica Nuestra Señora de Guadalupe y la Iglesia de Santo Domingo.
Junto al italiano José María D'Annunzio y al español José María Reinares, fueron los primeros en desarrollar la actividad plástica en Santa Fe. Fundó su propia academia en la sede de la Unione e Benevolenza (años después Dante Alighieri), enseñando las técnicas quattrocentesche, la perfección del dibujo y su talento para el detalle caracterológico, además de dedicarse a la tarea docente en el Colegio Nacional, la Inmaculada Concepción y el Colegio Nuestra Señora del Calvario. Entre sus alumnos se encontraban el italoargentino Ludovico Paganini y el tucumano Timoteo Navarro.
Cingolani fallecería el 23 de abril de 1932, a la edad de 73 años y luego de haber vivido 22 años en la ciudad de Santa Fe. Fue enterrado en el Cementerio Municipal de la ciudad.

## Galería
Otras obras realizadas por el artista.
|                                                      |
| Retrato de Antoniny de Skórzewski Łącka (1832-1905). |

|                                                                   |
| La Cena di Emmaus, en la iglesia de San Biagio, Pollenza, Italia. |

|                                                                                    |
| El llanto de ángeles (1930), una de las últimas pinturas realizadas por Cingolani. |

|                                                                |
| Tríptico Viviere Lieto, propiedad del doctor Elías Guastavino. |